# Ion Budai-Deleanu
Ion Budai-Deleanu (* 6. Januar 1760 in Cigmău, Kreis Hunedoara; † 24. August 1820 in Lemberg) war ein rumänischer Schriftsteller, Historiker, Linguist, Romanist und Rumänist.

## Leben und Werk
Budai-Deleanu studierte am Seminar in Blaj und von 1777 bis 1779 an der Universität Wien. Von 1780 bis 1783 war er Stipendiat am Barbareum, dem griechisch-katholischen Seminar der Barbarakirche (Wien) und promovierte dort. 1787 war er kurz Professor am Seminar von Blaj, wegen eines Konflikts mit dem Bischof Ioan Bob ging er dann aber nach Lemberg und machte dort Karriere am Gericht.

Als intellektueller Anhänger der Aufklärung und (zusammen mit Petru Maior, Samuil Micu und Gheorghe Șincai) als Vertreter der Bewegung Siebenbürgische Schule, einer rumänischen Emanzipationsbewegung, die die romanischen Ursprünge der Rumänen betonte, verfasste er zahlreiche Schriften, die überwiegend erst nach seinem Tod oder gar in jüngster Zeit publiziert wurden. So wurde auch sein burleskes Nationalepos in zwölf Gesängen Ţiganiada sau tabăra ţiganilor (Das Zigeunerlager), entstanden 1800 in Lemberg (zweite Fassung 1812), erst 1875–1877 gedruckt.

## Werke
- Ţiganiada, hrsg. von Gheorghe Cardaş, Bukarest 1925; hrsg. von Jacques Byck, Bukarest 1953, 1958, 1967; kritisch hrsg. von Florea Fugariu, Bukarest 1969, 1973, Timişoara 1999 (zuerst 1800, 1812; tschechisch: Cikaniáda, Prag 1972; französisch: Tsiganiada, ou, Le campement des tsiganes, Bukarest 2003, zuerst 1800, 1812)
- Lexicon românesc-nemțesc și nemțesc-românesc, Lemberg 1818 (rumänisch-deutsches Wörterbuch, 1808 abgeschlossen)
- Trei viteji, hrsg. von Jacques Byck, Bukarest 1956, 1958
- Încă un Supplex libellus românesc 1804, hrsg. von D. Prodan, Klausenburg [Cluj-Napoca] 1970
- Scrieri inedite, hrsg. von Iosif Pervain, Klausenburg 1970
- Scrieri lingvistice, hrsg. von Mirela Teodorescu und Ion Ghet̡ie, Bukarest 1970
- Cetăţenia română [Die rumänische Staatsangehörigkeit], Cluj-Napoca 1976
- Teoria şi practica regimului parlamentar burghez [Theorie und Praxis des bürgerlichen Parlamentarismus], Cluj-Napoca 1978
- Prezumţiile în drept: Prezumţii absolute [Unwiderlegbare Vermutungen], Cluj-Napoca 1981
- De orginibus populorum Transylvaniae, Bukarest 1991
- Opere. Ţiganiada, Trei viteji, Scrieri lingvistice, Scrieri istorice, Traduceri, hrsg. von Gheorghe Chivu und Eugen Pavel, Bukarest 2011